# Pseudonortonia depressa
Pseudonortonia depressa är en stekelart som beskrevs av Giordani Soika 1983. Pseudonortonia depressa ingår i släktet Pseudonortonia och familjen Eumenidae. Inga underarter finns listade i Catalogue of Life.